# Józef Borkowski (kolarz)
Józef Borkowski (ur. 1878, zm. 4 grudnia 1909 w Kielcach) – polski kolarz, jeden z pionierów kolarstwa na przełomie XIX i XX wieku.
Syn Rosjanina i Polki, z zawodu geometra, pracował w Komisji Włościańskiej. Uznawany był za najlepszego kieleckiego kolarza swoich czasów – zwyciężał w wielu lokalnych zawodach szosowych oraz torowych. Należał również do Kieleckiego Towarzystwa Cyklistów. Ponadto uprawiał zapasy w stylu francuskim oraz podnoszenie ciężarów (obdarzony był atletyczną siłą). W mieszkaniu przy ulicy Niecałej, które wynajmował (uznawane za „Mekkę siłaczy”), spotykali się i ćwiczyli inni kieleccy sportowcy, wykorzystujący posiadane przez Borkowskiego hantle. Zmarł w 1909 roku na dur brzuszny.